# Tsetsebjwe
Tsetsebjwe é uma vila localizada no Distrito Central em Botswana. Possuía, em 2011, uma população estimada de 4 393 habitantes.